# Siergiej Koczetkow
Siergiej Wiktorowicz Koczetkow (ros. Сергей Викторович Кочетков, ur. 7 sierpnia 1973 w Moskwie) – rosyjski szpadzista, dwukrotny medalista mistrzostw świata.
Podczas mistrzostw świata w Lizbonie w 2002 roku Rosjanie w składzie: Pawieł Kołobkow, Siergiej Koczetkow, Aleksiej Sielin i Wiaczesław Sielin zdobyli srebrny medal w zawodach drużynowych. Na rozgrywanych rok później mistrzostwach świata w Hawanie wspólnie z Sielinem, Kołobkowem i Igorem Turczinem zdobył drużynowo złoty medal. Był też między innymi piąty drużynowo na mistrzostwach świata w Lipsku w 2005 roku.
Wystartował na igrzyskach olimpijskich w Atenach w 2004 roku, gdzie drużynowo był czwarty, a indywidualnie zajął 29. miejsce. 